# Fonfría (Zamora)
Fonfría ist ein nordspanischer Ort und Hauptort einer 763 Einwohner (Stand: 2024) zählenden Gemeinde (municipio) in der Provinz Zamora in der Autonomen Gemeinschaft Kastilien-León. Zur Gemeinde gehören auch die Weiler Arcillera, Bermillo de Alba, Brandilanes, Castro de Alcañices, Ceadea, Fornillos de Aliste, Moveros und Salto de Castro.

## Lage und Klima
Fonfría liegt im Westen der Provinz Zamora in einer Höhe von ca. 810 m an der Grenze zu Portugal. Die Provinzhauptstadt Zamora ist etwa 68 Kilometer (Fahrtstrecke) in ostsüdöstlicher Richtung entfernt. Die nordportugiesische Stadt Bragança befindet sich etwa 40 Kilometer westnordwestlich. Die winterlichen Temperaturen sind durchaus kühl, im Sommer dagegen ist es warm bis heiß; Regen (ca. 576 mm/Jahr) fällt mit Ausnahme der Sommermonate übers ganze Jahr verteilt.

## Bevölkerungsentwicklung
| Jahr      | 1970 | 1981 | 1991 | 2001 | 2011 | 2021 |
| Einwohner | 1298 | 1559 | 1230 | 1131 | 939  | 744  |

Der deutliche Bevölkerungsrückgang seit den 1950er Jahren ist im Wesentlichen auf die Mechanisierung der Landwirtschaft, die Aufgabe bäuerlicher Kleinbetriebe und den daraus resultierenden Arbeitsplatzmangel auf dem Land zurückzuführen (Landflucht).

## Wirtschaft
Die Landwirtschaft (vor allem Viehzucht und Gemüseanbau) spielt traditionell die größte Rolle im Wirtschaftsleben der Gemeinde. Daneben fungierte der Ort bereits im Mittelalter als Handels-, Handwerks- und Dienstleistungszentrum für die Dörfer und Weiler in der Region. Einnahmen aus dem Tourismus in Form der Vermietung von Ferienwohnungen (casas rurales) sind in den letzten Jahrzehnten hinzugekommen.

## Sehenswürdigkeiten
- Magdalenenkirche in Fonfría
- Kirche von Fornillos de Aliste
- Kapelle von Castro de Alcañices

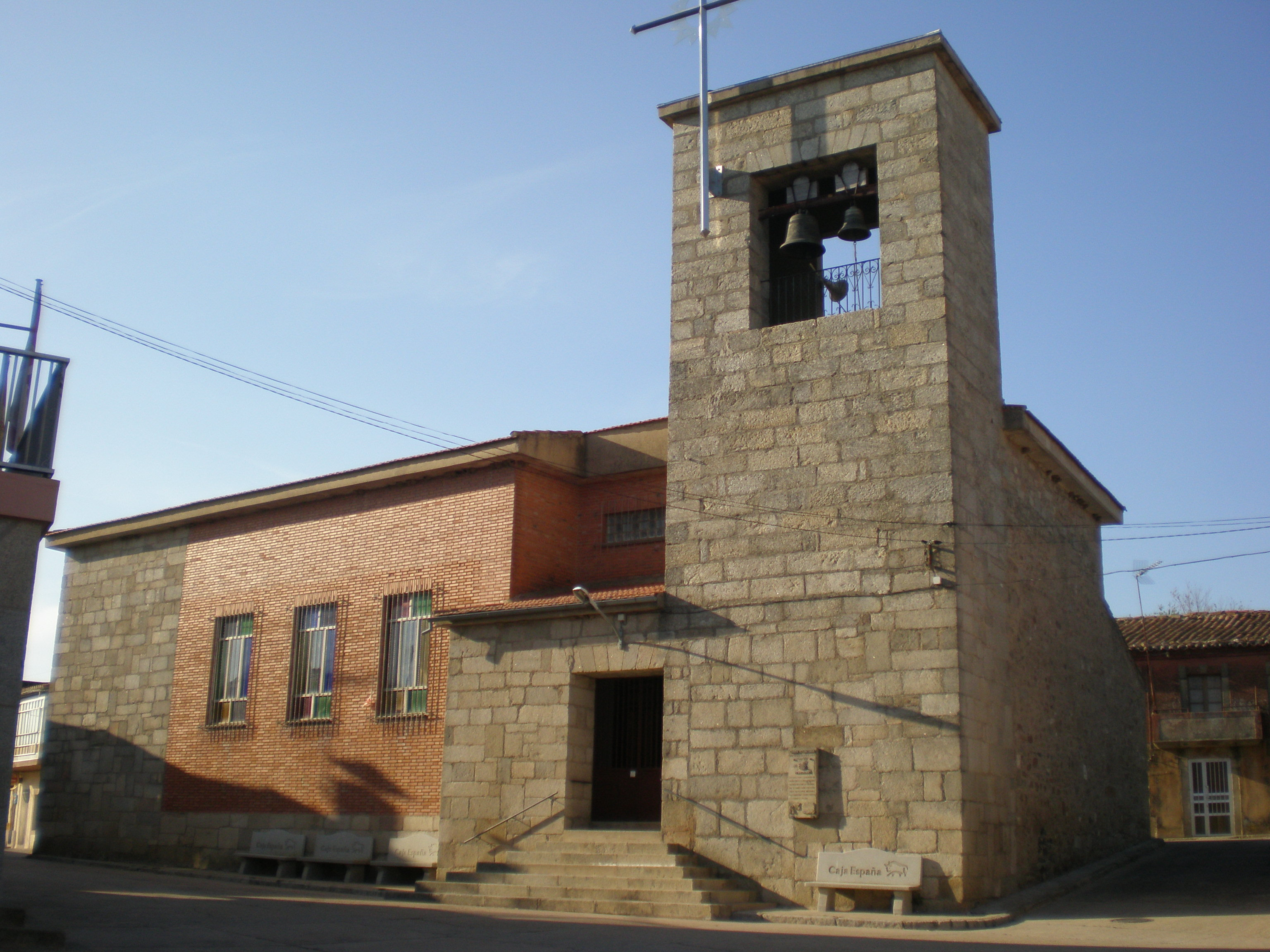
Magdalenenkirche
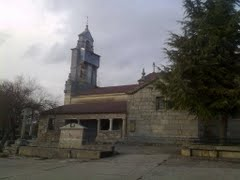
Kirche von Fornillos de Aliste
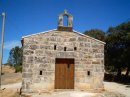
Kapelle von Castro de Alcañices
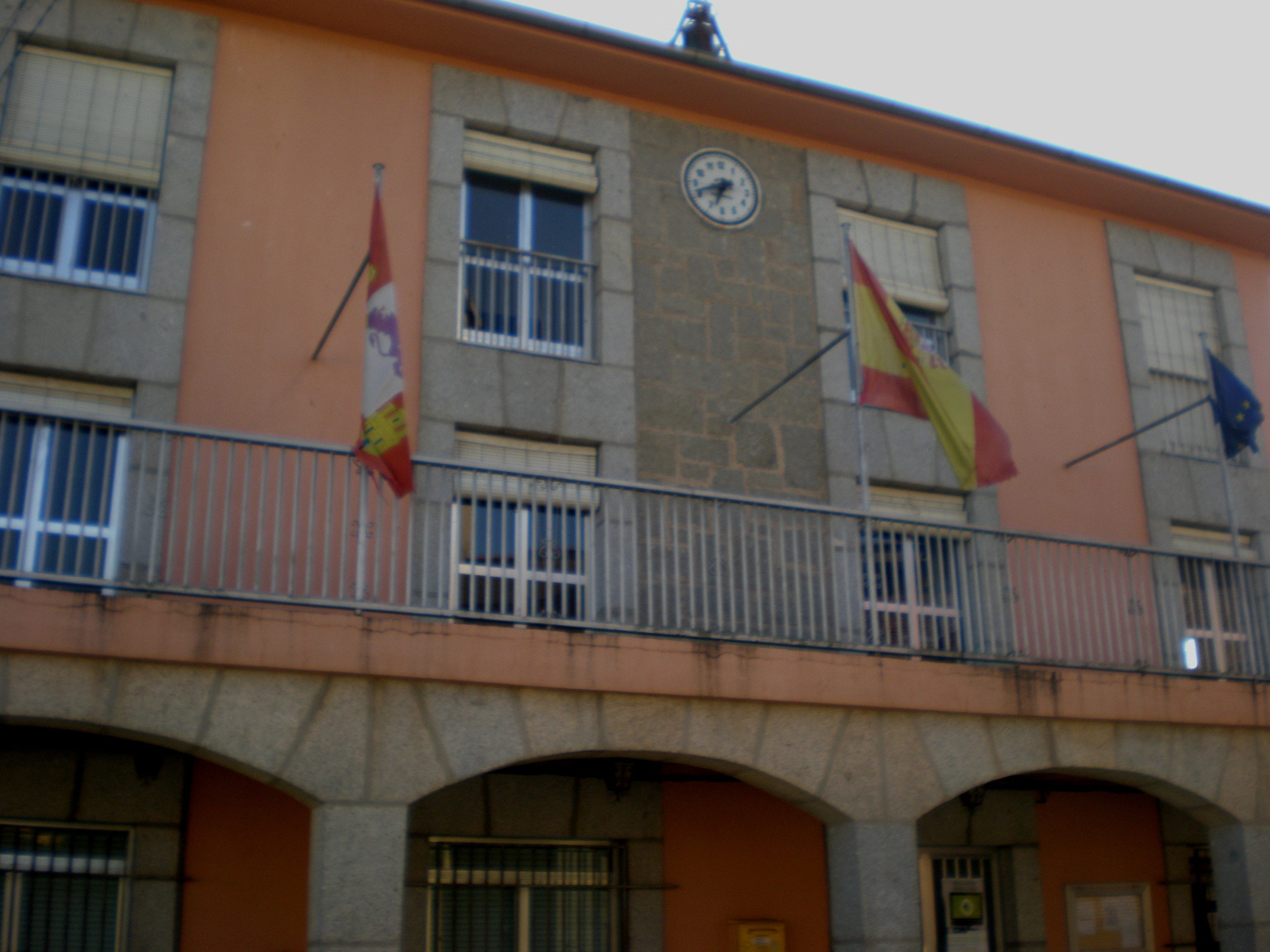
Rathaus